# Sebastian Niklaus
Sebastian Niklaus (* 2. August 1982 in Karlsruhe) ist ein deutscher Gitarrist, Ukulelespieler, Songwriter und Sänger im deutschsprachigen Pop und Liedermachergenre.

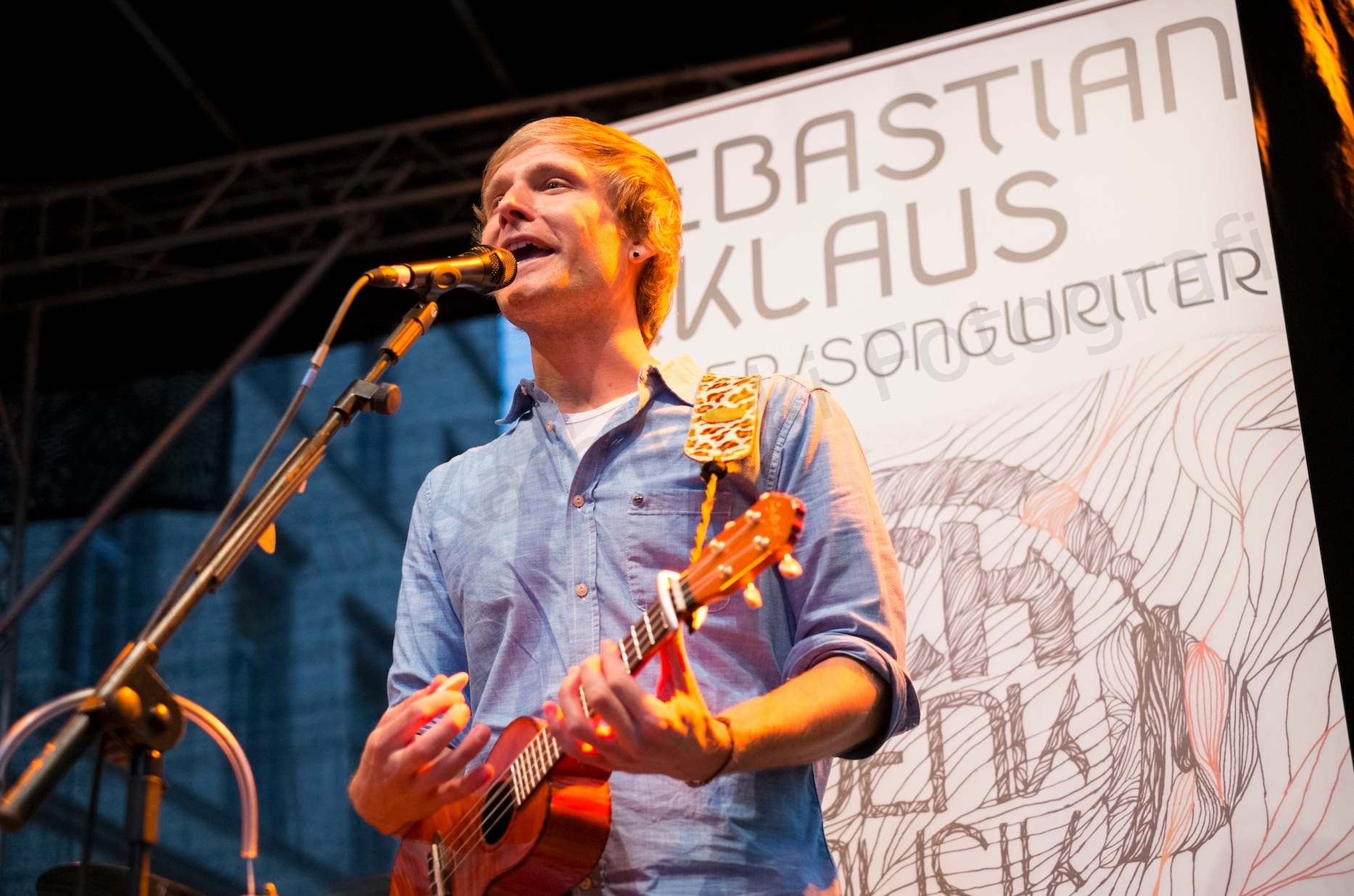
Sebastian Niklaus beim New Pop Festival in Baden-Baden, 14. September 2013

## Leben
Sebastian Niklaus wuchs in Elchesheim-Illingen auf und besuchte bis zum Abitur das Wilhelm-Hausenstein Gymnasium in Durmersheim. Nach seinem Studium der Elektrotechnik an der Hochschule für Technik und Wirtschaft Karlsruhe, das er im Jahre 2007 mit Diplom abschloss, begann er im Jahre 2009 in seiner Freizeit Songs zu schreiben. Nach ersten Liveauftritten bei Newcomerveranstaltungen, wie beispielsweise im Substage in Karlsruhe, spielte er bald mit wachsender Frequenz und Radius in kleinen Clubs der Region um Rastatt, Karlsruhe und Pforzheim.
Im März 2012 stellte Sebastian Niklaus in der Rastatter Reithalle sein Debütalbum Ich denk Musik vor. Die Stücke des Albums mit elf Titeln basieren bis auf den Bonustitel Elektroingenieur, der mit Ukulele begleitet wird, auf Akustikgitarre und Gesang. Weitere Instrumente der Arrangements wurden von Gastmusikern eingespielt. Die Vorstellung des Albums wurde von der Landesschau Baden-Württemberg des SWR Fernsehen begleitet.
Im Februar 2013 wurde Sebastian Niklaus hauptberuflich Musiker.
Zum Vertriebsstart des Albums produzierte Niklaus mit Kameramann Sven Latzke und Regisseur Thomas Bangert einen Videoclip zum gleichnamigen Titelsong Ich denk Musik.
Stationen im Jahr 2013 waren unter anderem der Hessentag in Kassel, DasFEST in Karlsruhe, sowie ein Auftritt im Rahmenprogramm des New Pop Festivals (Wagener Bühne). Weitere Konzerte der „Ich denk Musik“-Tour waren in Berlin, Würzburg, Nürnberg, Hamburg, Kassel, Chemnitz, Schwäbisch Hall, Stuttgart, Basel und Mannheim. Weiterhin wirkte er bei je einer Station der Sommertour von SWR4 und Die Neue Welle als musikalischer Act mit. Ab März 2014 bestritt Sebastian Niklaus eine Tour größtenteils mit neuer Band bestehend aus vier Musikern der Mannheimer Popakademie (Frederic Michel, Felix Schüler, Matthias Franz, Basti Völkel). Sie umfasste neben verschiedenen überregionalen Terminen auch einen Auftritt beim Schlossgrabenfest. Außerdem erfolgten am 14. und 15. März Auftritte auf der Acoustic Stage bei der Frankfurter Musikmesse. Am 12. April 2014 erschien die Single In mir, die von Edo Zanki produziert wurde.
Im Herbst 2014 begleitete Sebastian Niklaus die Berliner Band Staubkind als Voract auf ihrer Deutschlandtour bei zwölf Terminen. Im Juli 2015 folgte die Auskopplung der Single Ziel vor Augen, die im Folgenden unter anderem in der ARD-Hitnacht und bei Radio Berlin 88,8 gespielt wurde. Mit seiner beruflichen Geschichte war Sebastian Niklaus im August 2015 zu Gast im WDR Fernsehen in Die Runde Ecke. Auch Spiegel Online berichtete über den „singenden Elektroingenieur“. Eine neue Veröffentlichung erfolgte am 25. Mai 2016 mit der Single Freunde.
Der Künstler engagiert sich gemeinsam mit den Bands In my Days und Emma6 für die Aktion zur Vermeidung von Plastikmüll der WWF Jugend.

## Diskografie
- 2013: Ich denk Musik, Album (Membran Media, Hamburg)
- 2014: In mir, Single (Membran Media, Hamburg)
- 2015: Ziel vor Augen, Single (Membran Media, Hamburg)
- 2016: Freunde, Single (iMusicianDigital, Zürich)
- 2018: Wenn ich sage was ich denke, Single und EP (iMusicianDigital, Zürich)
- 2018: Was auch immer in dir ist, Single (iMusicianDigital, Zürich)
- 2024: Was hätten wir zu verlieren gehabt, Single (Elch Studios)

## Fernseh- und Videobeiträge
- WDR Fernsehen: Die Runde Ecke, 29. August 2015[16]
- Kaffee oder Tee, live im SWR Fernsehen, 19. Juli 2015[17]
- Hamburg 1: Frühcafé, Interview und Unplugged-Beitrag, 4. April 2014[18]
- Konzertbericht und Interview auf Baden-Baden TV zum New Pop Festival, 18. September 2013[19]
- HNA.de Jubiläumsshow am 17. August 2013 mit Jean-Michel Aweh von Das Supertalent, Katja Friedenberg von The Voice of Germany und Marta[20]
- Kaffee oder Tee, Liveauftritt im SWR Fernsehen, 12. August 2012[21]